# Irenaella zalara
Irenaella zalara är en insektsart som beskrevs av Webb 1980. Irenaella zalara ingår i släktet Irenaella och familjen dvärgstritar. Inga underarter finns listade i Catalogue of Life.